# Alphen aan den Rijn
Alphen aan den Rijn este un oraș și municipiu și o localitate în provincia Olanda de Sud, Țările de Jos. 

## Localități componente
Alphen aan den Rijn, Aarlanderveen, Zwammerdam.